# Florimond Claude von Mercy-Argenteau

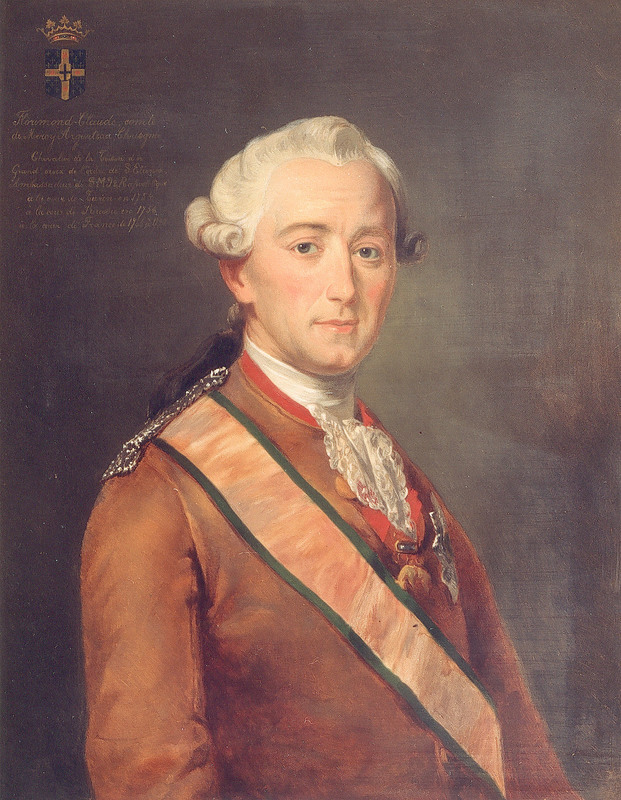
Florimont-Claude Mercy-Argenteau (1757)

Florimond Claude, Graf von Mercy-Argenteau (* 20. April 1727 in Lüttich; † 25. August 1794 in London) war ein ranghoher österreichischer Diplomat.

## Leben
Florimond Claude war ein Sohn von Antoine, Graf von Mercy-Argenteau. Er trat in den diplomatischen Dienst Österreichs ein und ging im Gefolge von Graf Kaunitz nach Paris. Er wurde österreichischer Minister in Turin, Sankt Petersburg und 1766 in Paris. Dort wurde seine erste Aufgabe die Stärkung der Allianz zwischen Frankreich und Österreich, die 1770 durch die Heirat des Dauphins, später Ludwig XVI., mit Marie-Antoinette, Tochter der Kaiserin Maria Theresia, gefestigt wurde.
Als vier Jahre später Ludwig und Marie-Antoinette den Thron bestiegen, wurde Mercy-Argenteau eine der einflussreichsten Persönlichkeiten am französischen Hof. Er hielt sich in Paris während der turbulenten Jahre auf, die in der Revolution von 1789 gipfelten, und stellte seine Hilfe zuerst Brienne und dann Necker zur Verfügung.
Im Jahr 1792 wurde er bevollmächtigter Minister der belgischen Provinzen, die erst kurz zuvor enger an Österreich angebunden worden waren. Obwohl er sich zunächst für einen moderaten Kurs aussprach, unterstützte Mercy-Argenteau die österreichische Maßnahme, nach dem Ausbruch der Revolution gegen seinen früheren Verbündeten Krieg zu führen. Im Juli 1794 wurde er zum österreichischen Botschafter in Großbritannien ernannt, starb aber wenige Tage nach seiner Ankunft in London.
Ein dauerhafter Briefwechsel zwischen Mercy-Argenteau und Maria Theresia während dessen Zeit am französischen Königshof ist überliefert. Viele Historiker beziehen aus diesen Briefen, in denen er zum Teil auch auf intime Details aus dem Zusammenleben des Königspaares eingeht, ihre Vorstellungen über die Beziehung zwischen Ludwig dem XVI. und Marie-Antoinette, die das Bild von Ludwig XVI. bis heute in der öffentlichen Meinung zementieren. Allerdings sind viele seiner Darstellungen, insbesondere die seines angeblich großen Einflusses auf Ludwig XVI., mit dem er gerne bei der Kaiserin Maria Theresia angibt, sowie Aussagen über das Ehe- und Sexualleben des Königspaares, äußerst fragwürdig. Der britische Historiker Vincent Cronin hat belegt, dass Mercy-Argenteau den Vertrauten Marie-Antoinettes, Vermond, nachweislich zu Falschaussagen gegenüber Maria Teresia nötigte, um einen eigenen falschen Bericht zu decken. Cronin zeichnet durchweg ein wenig schmeichelhaftes, aber unverklärtes und realistisches Bild von Mercy-Argenteau, der um jeden Preis seine angenehme Position in Paris halten wollte und daher in seinen wöchentlichen Berichten seine eigene Wichtigkeit maßlos übertrieb. So schrieb er in einem seiner Berichte an Maria Theresia:
„Es gelang mir, drei Personen, die im Dienste der Erzherzogin [damit meint er Marie-Antoinette] stehen, zu gewinnen, eine ihrer Zofen und zwei Diener, die mir über alle Vorgänge ausführlich berichten. Über ihre Gespräche mit Abbé de Vermond, vor dem sie nichts verbirgt, werde ich täglich unterrichtet. Außerdem informiert mich die Marquise de Dufort über alles, was sie mit ihren Tanten spricht. Schließlich bin ich im Besitz von Informationsquellen, die mich, wenn die Dauphine den König besucht, über alles auf dem Laufenden halten. Hinzu kommen meine persönlichen Beobachtungen, so dass es im Tagesablauf der Erzherzogin keine Stunde gibt, über die ich nicht genauestens Bescheid weiß.“
Als Marie-Antoinettes älterer Bruder und angehender österreichischer Thronfolger Joseph im Auftrag Maria Theresias incognito als Graf von Falkenstein das Königspaar in Paris besuchte, um sich selbst ein Bild über die von Mercy-Argenteau geschilderten Missstände in der Ehe des Königspaares zu machen, war er erstaunt darüber, dass er seine Schwester völlig anders vorfand als von Mercy-Argenteau beschrieben. Cronin schreibt hierzu Folgendes:
„Mercy, der seine eigene Schwäche kannte, war sich darüber im Klaren, dass er der Kaiserin nur dann unentbehrlich sein würde, wenn er sich den Anschein gab, stark zu sein. Was lag näher[,] als den Dauphin als Schwächling hinzustellen, als wäre er Wachs in Antoinettes Händen. Wenn er, Mercy, in Wien als der starke Mann erschiene, der durch Antoinette den künftigen König von Frankreich beherrschte, wäre seine Unabkömmlichkeit gesichert.“
So bestand der Inhalt seiner Berichte oft darin, den französischen Thronfolger und späteren König als ungebildet und dumm sowie mit körperlichen Mängeln behaftet darzustellen – ein falsches Bild, das sich jedoch in den Geschichtsbüchern manifestiert hat und für das Mercy-Argenteau verantwortlich zeichnet. Der wirkliche Ludwig XVI. war sehr belesen, gebildet und von stattlicher Erscheinung.